# Golmés (kommunhuvudort)
Golmés är en kommunhuvudort i Spanien.   Den ligger i provinsen Província de Lleida och regionen Katalonien, i den östra delen av landet, 400 km öster om huvudstaden Madrid. Golmés ligger 278 meter över havet och antalet invånare är 1 456.
Terrängen runt Golmés är platt. Runt Golmés är det ganska glesbefolkat, med 38 invånare per kvadratkilometer. Närmaste större samhälle är Mollerussa, 2,6 km väster om Golmés. Trakten runt Golmés består till största delen av jordbruksmark.